# Kåragårdsgölen
Kåragårdsgölen är en sjö i Sävsjö kommun i Småland och ingår i Lagans huvudavrinningsområde. Sjön har en area på 0,093 kvadratkilometer och ligger 223 meter över havet.

## Delavrinningsområde
Kåragårdsgölen ingår i det delavrinningsområde (635809-142456) som SMHI kallar för Mynnar i Skålån. Medelhöjden är 223 meter över havet och ytan är 14,05 kvadratkilometer. Räknas de 5 delavrinningsområdena uppströms in blir den ackumulerade arean 96,02 kvadratkilometer. Vattendraget som avvattnar avrinningsområdet har biflödesordning 3, vilket innebär att vattnet flödar genom totalt 3 vattendrag innan det når havet efter 220 kilometer. Delavrinningsområdet består mestadels av skog (35 procent), öppen mark (11 procent), jordbruk (20 procent) och sankmarker (29 procent). Avrinningsområdet har 0,09 kvadratkilometer vattenytor vilket ger det en sjöprocent på 0,7 procent. Bebyggelsen i området täcker en yta av 0,13 kvadratkilometer eller 1 procent av avrinningsområdet.